# Osvaldo Lourenço Filho
Osvaldo Lourenço Filho (Fortaleza, 11 de abril de 1987), más conocido como Osvaldo, es un futbolista brasileño que actúa como delantero. Actualmente juega en el Fortaleza EC.

## Clubes
| Club                          | País                   | Año         |
| ----------------------------- | ---------------------- | ----------- |
| Fortaleza EC                  | Brasil                 | 2006 - 2008 |
| Ríver Atlético Clube (cedido) | Brasil                 | 2007        |
| Al-Alhi                       | Emiratos Árabes Unidos | 2009 - 2011 |
| SC Braga (cedido)             | Portugal               | 2009 - 2010 |
| Ceará SC (cedido)             | Brasil                 | 2011        |
| São Paulo                     | Brasil                 | 2012 - 2015 |
| Al-Ahli                       | Arabia Saudita         | 2015        |
| Fluminense                    | Brasil                 | 2015 - 2018 |
| Sport Recife (cedido)         | Brasil                 | 2017        |
| Fortaleza EC                  | Brasil                 | 2018        |
| Buriram United                | Tailandia              | 2018 - 2019 |
| Fortaleza EC                  | Brasil                 | 2019 - 2021 |
| CSA                           | Brasil                 | 2022 -      |

## Palmarés

### Campeonatos Regionales
| Título               | Club                    | País   | Año  |
| -------------------- | ----------------------- | ------ | ---- |
| Campeonato Cearense  | Fortaleza Esporte Clube | Brasil | 2007 |
| Campeonato Cearense  | Fortaleza Esporte Clube | Brasil | 2008 |
| Campeonato Piauiense | Ríver Atlético Clube    | Brasil | 2007 |
| Campeonato Cearense  | Ceará SC                | Brasil | 2011 |
| Taça Guanabara       | Fluminense              | Brasil | 2017 |
| Taça Rio             | Fluminense              | Brasil | 2018 |
| Campeonato Cearense  | Fortaleza Esporte Clube | Brasil | 2019 |
| Copa do Nordeste     | Fortaleza Esporte Clube | Brasil | 2019 |
| Campeonato Cearense  | Fortaleza Esporte Clube | Brasil | 2020 |
| Campeonato Cearense  | Fortaleza Esporte Clube | Brasil | 2021 |

### Campeonatos nacionales
| Título              | Club    | País                   | Año     |
| ------------------- | ------- | ---------------------- | ------- |
| UAE Football League | Al-Alhi | Emiratos Árabes Unidos | 2008-09 |

### Campeonatos internacionales
| Título            | Club      | País   | Año  |
| ----------------- | --------- | ------ | ---- |
| Copa Sudamericana | São Paulo | Brasil | 2012 |